# Ferdinand Verbiest

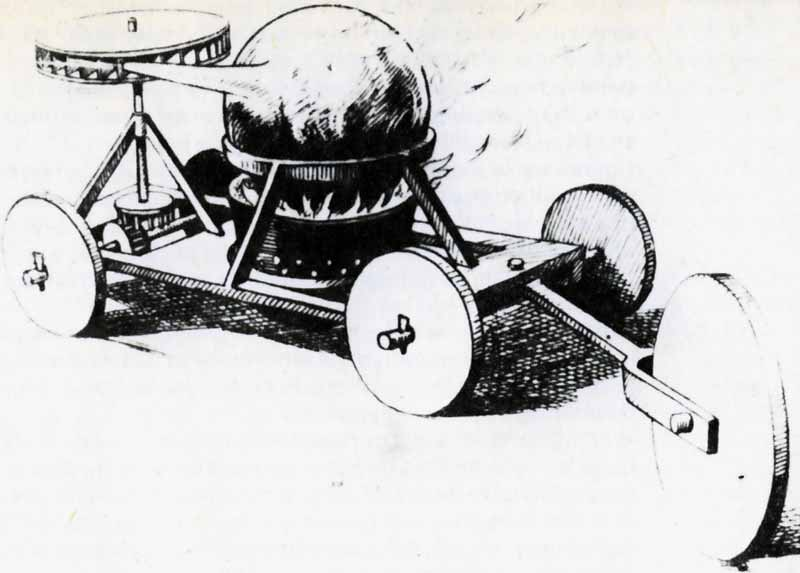
Automòbil de vapor dissenyat per Verbiest el 1672 – (segons una interpretació del)

Ferdinand Verbiest   (Pittem, 9 d'octubre de 1623 - Pequín, 28 de gener de 1688) va ser un jesuïta flamenc que va fer missions a la Xina durant la dinastia Qing. Després d'estudiar al col·legi jesuïta de Kortrijk i a la universitat Catòlica de Lovaina (on va ser deixeble de André Tacquet), va ser professor a Kortrijk i a Brussel·les, abans de preparar-se per anar a les missions al Collegio Romano i a Sevilla. L'any 1658, Verbiest marxà cap a la Xina, des de Lisboa, acompanyat pel sacerdot Martino Martini, trenta-cinc missioners més, el virrei portuguès a l'Índia i altres persones, arribant a Macau el mes de juliol. En xinès se'l coneix com a Nan Huai-ren (南懷仁). Va ser un matemàtic i astrònom expert i va assistir a la Cort de l'emperador Kangxi, va corregir el calendari xinès i més tard va reconstruir l'Antic Observatori de Pequín i el va dirigir. El 1687 va patir una caiguda d'un cavall i va morir poc després a començaments de 1688.

## Disseny d'un automòbil
Durant la dècada de 1670, Verbiest va dissenyar allò que alguns consideren el primer automòbil, malgrat que la seva mida era massa petita i no hi ha evidència que realment s'hagués arribat a construir. Verbiest el va descriure a Astronomia Europea. Només feia 65 cm de llargada.

## Astronomia

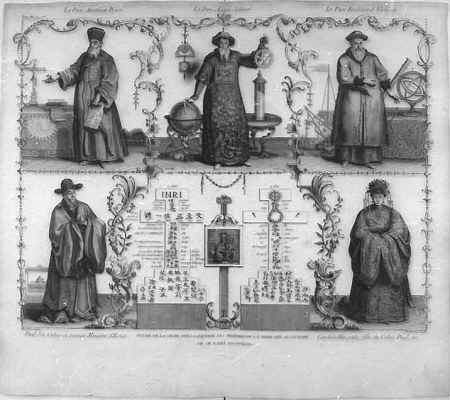
Gravat original que representa a dalt els Pares Matthieu Ricci, Adam Schaal, i Ferdinand Verbiest
a sota: Paul Siu (Xu Guangqi), colao o Primer Ministre d'Estat; Candide Hiu, neta del Colao Paul Siu.

La religió d'estat manxú, durant la dinastia Qing, incorporava elements del xamanisme. El 1664, l'astrònom xinès Yang Guangxian (1597–1669), reptà Schall von Bell a una competició astronòmica pública. Yang la va guanyar i Schall von Bell i altres jesuïtes van ser empresonats i condemnats a mort. Tanmateix, el 13 d'abril de 1665, un violent terratrèmol destruí la seva presó i a més es va poder veure un meteor al firmament que va incendiar un palau i aquests fets van ser interpretats per les autoritats com premonicions que van fer suspendre les condemnes i els jeuïtes van romandre en arrest domiciliari fins al 1669.
El 1670, el nou emperador va ser informat de greus errors en el calendari xinès que havia elaborat Yang Guangxian. Kangxi va encarregar un altre concurs astronòmic entre Yang i Verbiest i aquest darrer el va guanyar. Yang va anar a l'exili.
El 1670 el calendari xinès incloïa un mes addicional innecessàriament, afegit per tal d'ocultar errors. Verbiest suggerí que els errors s'haurien de corregir i eliminar el mes addicional, cosa que va ser acceptada.
Verbiest elaborà una taula de tots els eclipsis solar i lunars per als propers 2.000 anys, i a petició de l'emperador Kangxi va dissenyar sis instruments astronòmics nous per a l'Observatori de Beijing:
- Altazimuth, per a determinar l'azimut d'altitud.
- Globus celeste, per identificar objectes celestes.
- Armilla eclíptica, per determinar la longitud eclíptica
- Armilla equatorial, per a mesurar el temps solar veritable.
- Altazimuth Quadrant, per mesurar distàncies zenitals.
- Sextant, per a mesurar angles d'elevació.

El disseny del Globus Celeste incorpora els coneixements astronòmics i tècnics del mateix Verbiest i també del jesuïta alemany Johann Adam Schall von Bell i del xinès Xu Guangxi.

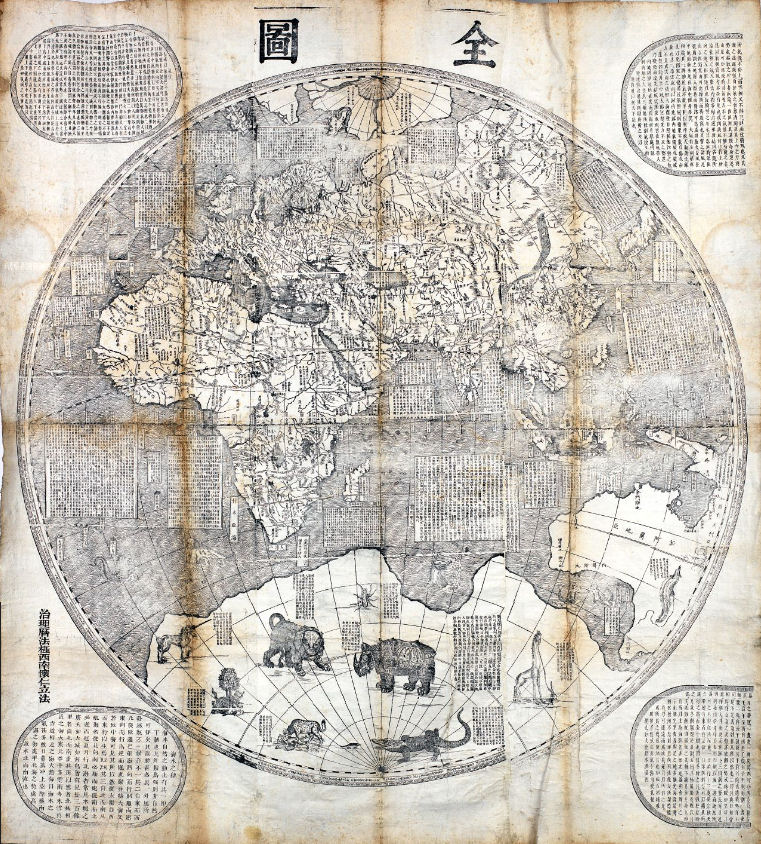
Ferdinand Verbiest publicà el Kunyu Quantu (mapa del món) el 1674.

Després de la Rebel·lió dels Bòxers, l'any 1901 els instruments dissenyats per Verbiest van ser espoliats pels exercits europeus i el Globus i altres instruments van estar durant vint anys depositats en el jardins del palau dels Reis de Prússia. Finalitzada la Primera Guerra Mundial, d'acord amb el Tractat de Versalles, el 1927 van ser retornats a PequÍn
El 1985 un acord entre l'antic Observatori de Pequín i la Fundació Ferdinand Verbiest de Lovaina, va permetre construir una replica del Globus per ser enviada a Europa. El novembre de 1988 va sortir del port de Tianjin i el 23 de desembre va arribar a Anvers. El 13 de gener de 1989 va ser instal·lada en els jardins de la Fundació Ferdinand Verbiest a Lovaina.

## Obres principals
En xinès
- 仪象志 (Yixiang zhi), 1673 (sobre instruments i aparells astronòmics)
- 坤舆全图 (Kunyu Quantu), 1674, mapa complet de tot el món, que es conserva al Hunterina Museum de Glasgow.[18]
- 康熙永年历法 (Kangxi yongnian lifa), 1678 (sobre el calendari de l'Emperador Kangxi)
- 方言教要序论 (Jiaoyao xulun) (explicació de les bases de la Fe)

en llati
- Astronomia Europea, 1687[19]

- Altazimuth, Sextant i Esfera zodiacal
- Armilla ecuatorial (reproduïda a San Francisco)
- Esfera zodiacal i Globus Celeste
- Globus Celeste (reproduït a Lovaina)
- Esfera Zodiacal
- Croquis de l'Observatori amb els seus instruments
- Il·lustracions dels instruments
- Sextant
- Armilla equatorial
- Estat actual de l'antic observatori
- Vista del terrat de la torre